# Regarde-nous
Singles de Johnny Hallyday
Un jour l'amour te trouvera
(2013) Seul
(2014)
Clip vidéo
[vidéo] « Regarde-nous (vidéo avec les paroles) », sur YouTube
Regarde-nous est une chanson de Johnny Hallyday issue de son album de 2014 Rester vivant. 
En septembre 2014, environ un mois et demi avant la sortie de l'album, la chanson est parue en single digital et a atteint la 14e position des ventes en France.

## Développement et composition
La chanson a été écrite et composée par Andy Hill, Isabelle Bernal et David Ford. L'enregistrement a été produit par Don Was.

## Liste des pistes
Single digital (1er septembre 2014, Warner Music France)
1. Regarde-nous (3:31)[1],[3]

## Classements
| Classement (2014)                       | Meilleure position |
| --------------------------------------- | ------------------ |
| Belgique (Wallonie Ultratop 50 Singles) | 41                 |
| France (SNEP)                           | 14                 |